# Rebecca Hazlewood

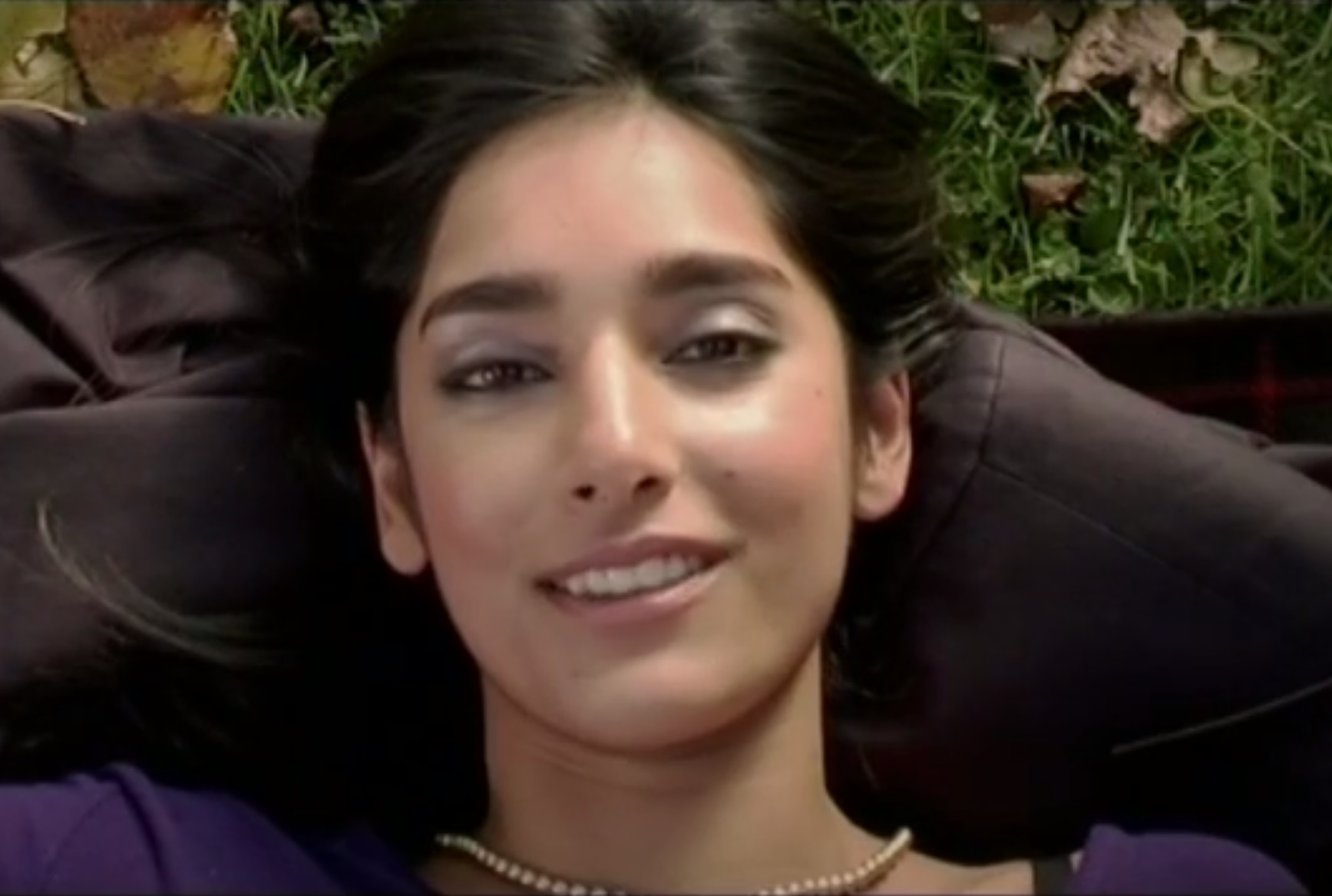
Hazlewood in Sucking Is a Fine Quality in Women and Vacuum Cleaners, 2006 Kurzfilm

Rebecca Hazlewood (* 9. April 1977 in Wales) ist eine britische Schauspielerin in Film und Fernsehen. Internationale Bekanntheit erlangte sie durch Rollen in Filmen wie Equals – Euch gehört die Zukunft, Lost in London oder Lost Transmissions.

## Leben und Karriere
Die 1977 in Wales geborene Rebecca Jane Hazlewood wuchs in der Stadt Kingswinford im Black Country in den West Midlands auf. Sie ist anglo-indischer Abstammung. 2001 gab sie ihr Debüt im Kino in einer kleinen Nebenrolle unter der Regie von Moody Shoaibi in der Komödie Dog Eat Dog. In den 2000er Jahren folgten weitere Rollen in Filmen wie The Extra, Kissing Cousins oder The Ode. 2015 spielte sie in dem Science Fiction Drama Equals – Euch gehört die Zukunft von Regisseur Drake Doremus neben Nicholas Hoult, Kristen Stewart oder Vernetta Lopez. In Tanuj Chopras Komödie Chee and T sah man sie als Monie. In Woody Harrelsons Film Lost in London spielt sie sich selbst. In Katharine O’Briens Filmdrama spielt sie an der Seite von Juno Temple und Simon Pegg als Rachel die zweite weibliche Hauptrolle.
Ihr Debüt als Schauspielerin im Fernsehen gab sie bereits 1998 in der britischen Serie Liverpool 1. Weitere Rollen spielte Hazlewood in Serien wie Doctors, Emergency Room – Die Notaufnahme, Lost, Grey’s Anatomy, White Collar oder Room 104. Komplexere TV-Rollen spielte Rebecca Hazlewood als Beena Shah von 2001 bis 2003 in der Fernsehserie Crossroads, des Weiteren in der Fernsehserie Bad Girls wo sie 2005 in 13 Episoden den Charakter der Arun Parmar verkörperte und in der Fernsehserie Outsourced in den Jahren 2010 bis 2011 wo sie in 22 Episoden den Part der Asha spielte. Danach sah man sie zwischen den Jahren 2016 und 2020 in der Fernsehserie The Good Place als Kamilah Al-Jamil. 

## Filmografie (Auswahl)

### Filme
- 2001: Dog Eat Dog
- 2005: The Extra
- 2008: Kissing Cousins
- 2008: The Ode
- 2015: Equals – Euch gehört die Zukunft (Equals)
- 2016: Chee and T
- 2017: Lost in London
- 2017: The Rush Chairman
- 2019: Lost Transmissions

### Fernsehen
- 1998: Liverpool 1 (Fernsehserie, 1 Episode)
- 2000: Second Sight: Hide and Seek (Fernsehfilm)
- 2001: Is Harry on the Boat? (Fernsehfilm)
- 2001–2003: Crossroads (Fernsehserie, 10 Episoden)
- 2004–2010: Doctors (Fernsehserie, 6 Episoden)
- 2005: Bad Girls (Fernsehserie, 13 Episoden)
- 2008: Emergency Room – Die Notaufnahme (Fernsehserie, 2 Episoden)
- 2008: Las dos caras de Jano (Fernsehfilm)
- 2009: Lost (Fernsehserie, 1 Episode)
- 2010–2011: Outsourced (Fernsehserie, 22 Episoden)
- 2012: Grey’s Anatomy (Fernsehserie, 1 Episode)
- 2013: White Collar (Fernsehserie, 1 Episode)
- 2016–2020: The Good Place (Fernsehserie, 6 Episoden)
- 2020: Room 104 (Fernsehserie, 1 Episode)
- 2022: Little America (Fernsehserie, 1 Episode)

### Kurzfilme
- 2006: Sucking Is a Fine Quality in Women and Vacuum Cleaners
- 2007: Meeting Helen
- 2012: Embrace
- 2014: Teacher in a Box